# アレクサ・ブリス
アレクサ・ブリス（Alexa Bliss、1991年8月19日 - ）は、アメリカ合衆国のプロレスラー。オハイオ州コロンバス出身。WWE所属。本名はアレクシス・カウフマン（Alexis Kaufman
）。

## 来歴
2013年5月にWWEとディベロップメント契約を交わし、7月24日にNXTへ初登場、初代NXT女子王座に君臨したペイジを祝福した。8月にアレクサ・ブリス（Alexa Bliss）のリングネームで選手登録されるが、11月20日のNXTでは無名のリングアナウンサーとして登場した。
2014年5月8日にプロレスデビュー。空位となっていたNXT女子王座を決定するトーナメント戦に出場し、初戦のアリシア・フォックス戦には勝利するも準決勝でシャーロットに敗れた。
2015年5月20日のNXT Takeover: Unstoppableにて、NXTタッグチーム王者であるブレイク&マーフィーの防衛戦に介入し、勝利に貢献。以降はマネージャーとして帯同する。
2016年7月19日のWWEドラフトでSmackdown LIVEの所属となる。12月4日のPPV「TLC 2016」にて、初代スマックダウン女子王者ベッキー・リンチをテーブルマッチにて破り、王座戴冠に成功した。
2017年2月12日のPPV「Elimination Chamber 2017」にてナオミに敗れて陥落するがナオミはその試合中に負傷し王座を返上、2月21日にベッキー･リンチとの王座戦を制して王座に返り咲いた。
4月、ドラフトによりRAWへ移籍。17日の四つ巴戦を制してRAW女子王座挑戦権を獲得し、PPV「Payback 2017」にてベイリーを破って王座戴冠を果たした。8月20日のPPV「Summer Slam 2017」でサーシャ・バンクスに一旦奪われるが、翌週28日のRAWでのリベンジマッチを制してベルトを取り戻した。
2018年にはレッスルマニア34でナイア・ジャックスに敗れ王座から陥落したが、マネー・イン・ザ・バンク女子ラダーマッチで勝利し、ロウ女子王座戦（ジャックスvsラウジー）の最中に乱入。即日キャッシュインを行い、王者のジャックスを下し三度目の王座返り咲きを果たした。
8月のサマースラムではラウジーとの防衛戦に臨んだが、ラウジーに圧倒され王座から陥落した。
2019年、ロウ所属ながらワイルドカードでスマックダウンに登場し、モーメントオブブリスにスマックダウン王者のベイリーをゲストとして呼ぶ。しかし、ゲストに喋らせずに自慢話を始めて小競り合いとなり、ストンピング・グラウンドでスマックダウン女子王座に挑戦するも失敗。続くエクストリームルールズでは、ニッキー・クロスを加えたハンディキャップ・マッチで挑戦するも王座を奪取できなかった。
2020年4月4日、レッスルマニア36にてニッキーと組み、カブキ・ウォリアーズ(カイリ・セイン&ASUKA)が保持するWWE・女子タッグチーム王座に挑戦し勝利。2度目の戴冠を果たす。
7月19日、ホラーショー＠エクストリームルールズでのブラウン・ストローマンとブレイ・ワイアットの沼地戦で、ストローマンを罠に誘い込むためのトラップ映像としてアレクサの映像が使用された。スマックダウン女子王座奪取に失敗したニッキー・クロスを慰めようとして、逆に放っておいて欲しいと突き飛ばされリングに一人取り残されると、照明がダウンしてワイアットが現れ、マンディブル・クローで襲撃される。以降、悪霊に憑りつかれたような怪奇派にシフトしていた。
2025年3月、エリミネーション・チェンバー戦に出場も途中で脱落し、レッスルマニア41での女子世界王座挑戦権を逃した。
2025年6月13日（日本時間14日のSMACK DOWN）でのクイーン・オブ・ザ・リングの予選に勝利。

## 得意技

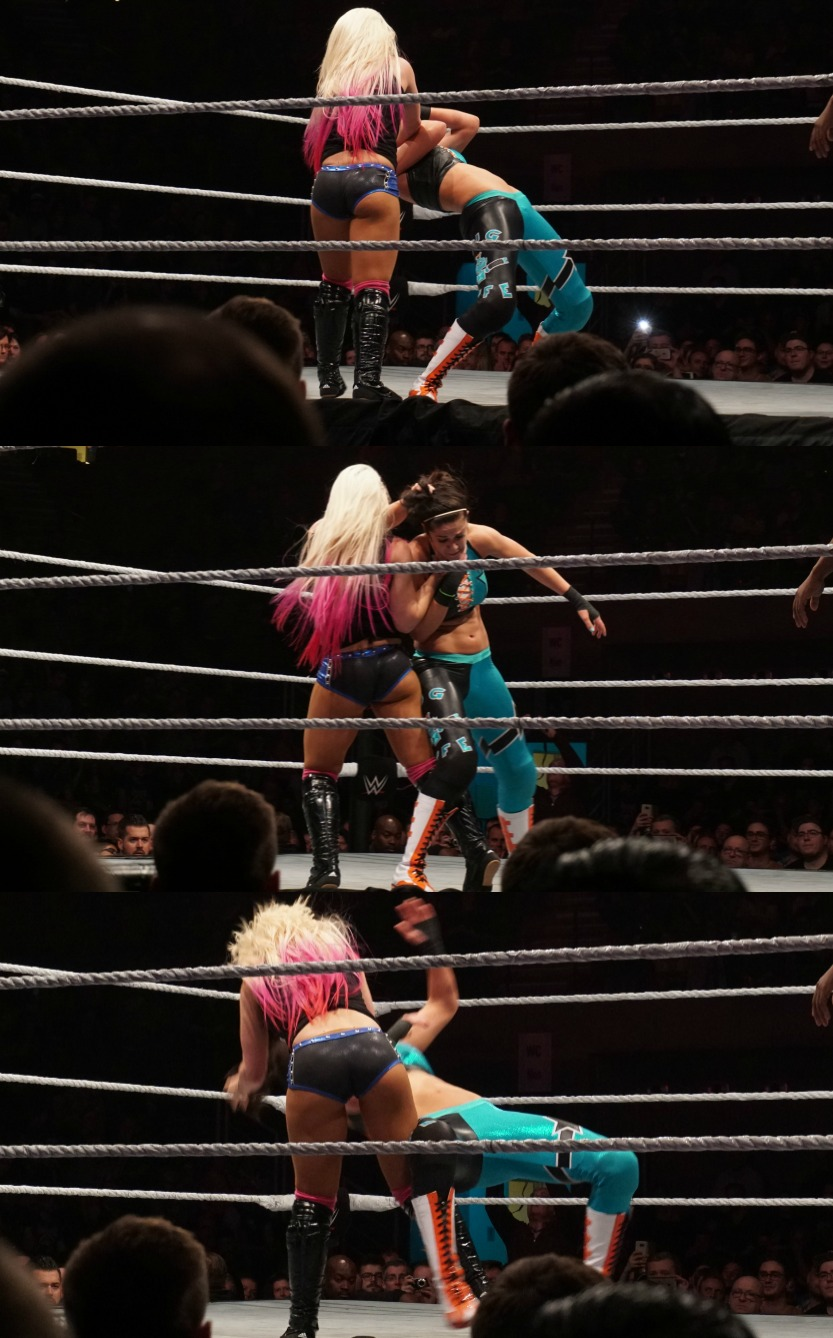
チョークホールドSTO

### フィニッシュ・ホールド
ツイステッドブリス
旋回式ボディ・アタック。
NXT所属時はスパークルスプラッシュと呼ばれていた。
トップロープでリング内を向いた状態から前方へジャンプしつつ、空中で体を180度捻りながらボディ・アタックをする。
シスター・アビゲイル
スウィンギング・リバースSTO。
相手をフラットライナーの体勢で組み合い、一度相手側に体重をかけて傾けてから、横方向への捻りを加えつつ後方へ反転して倒れ込み、相手の顔面からマットに叩きつける技。
ブレイ・ワイアットの技で2020年以降、使用するようになった。
アレクサ式シスター・アビゲイル
アレクサの使用する変形シスター・アビゲイル。
自らの右膝に仰向け状態で乗せた相手の頭部を抱え込み、捻りを加えて勢いよく倒れ込み、脳天からマットに突き刺す。正調版とは首のクラッチの仕方が異なる。

### その他得意技
チョークホールドSTO
サンセットボム
ブリスDDT
スナップDDT
トルネードDDT
ダイビング・クロスボディ
ランニング・クロスボディ
ダブル・ニードロップ
前からと、バク転して打つものがあり、これらを連続して打つのがオリジナルムーヴ。体が小さい分、両膝で全体重を掛けて打つ。

## 獲得タイトル
WWE

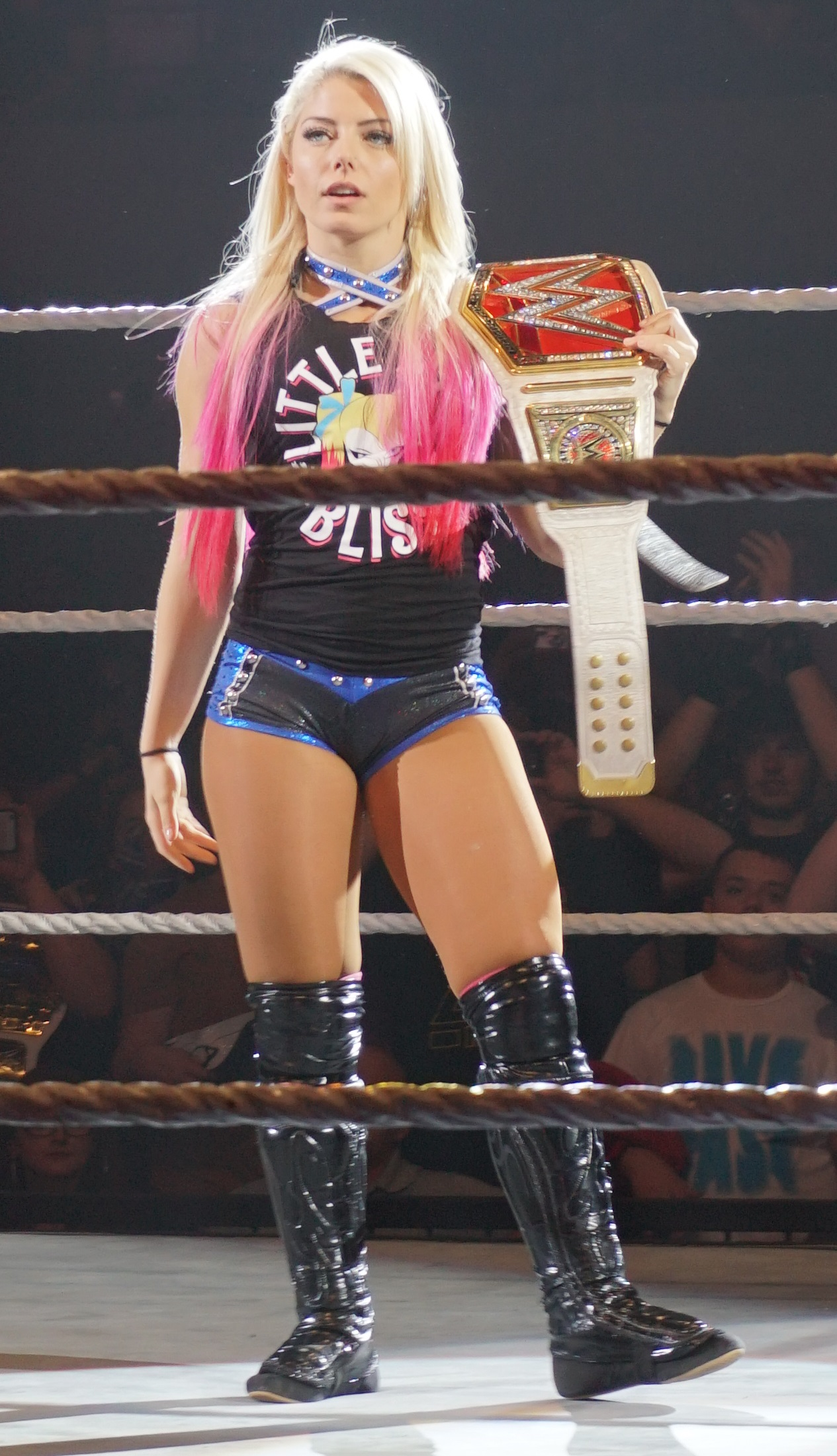
RAW女子王座

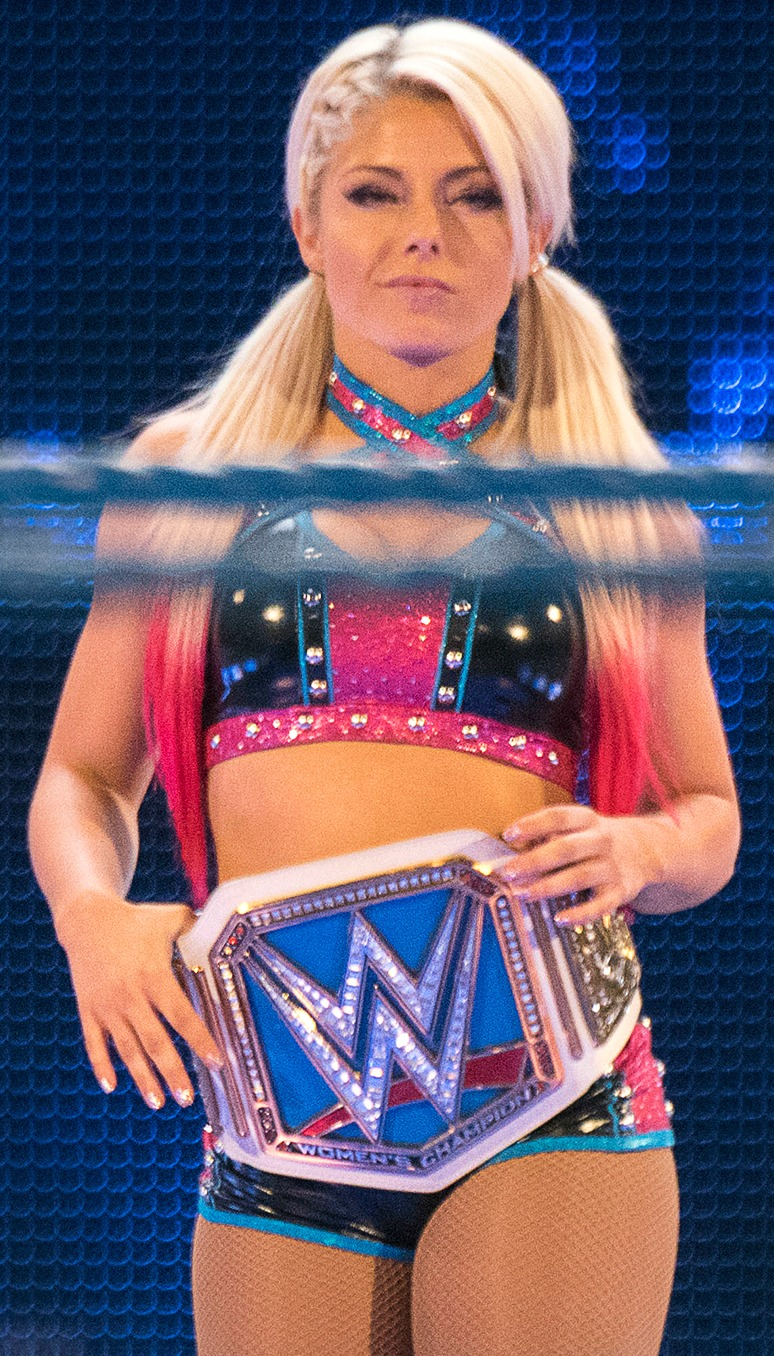
スマックダウン女子王座

- WWE女子タッグ王座 : 4回（第3代、5代、16代、31代）

w / ニッキー・クロス×2
w / アスカ
w / シャーロット・フレアー
- RAW女子王座 : 3回（第9代、11代、13代）
- スマックダウン女子王座 : 2回（第2代、4代）
- Ms.マネー・イン・ザ・バンク : 2018年

## 入場曲
- Bling Bling
- Blissful
- Opposite Ends of the World（ブレイク & マーフィー帯同時）
- Spiteful
- The Fury-現在使用中
- The Evil Is Mine
- Fight Me

## 出演番組
特別番組
- 極悪女王（2024年9月~、ネットフリックス） - 英語版吹き替えマキ上田役